# Verbandsabzeichen der Luftwaffe

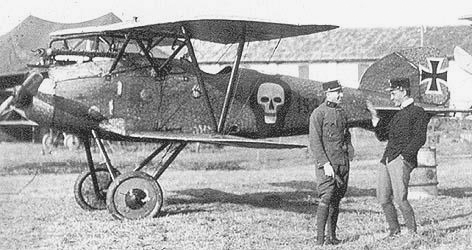
Godwin Brumowski (links), erfolgreichster Jagdflieger Österreich-Ungarns im Ersten Weltkrieg, vor seiner Albatros D III

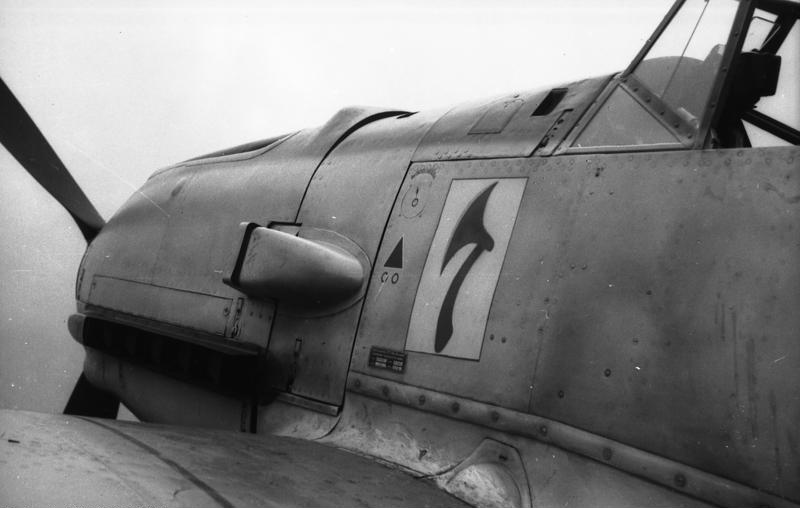
Abzeichen an einer Bf 109 (1939)

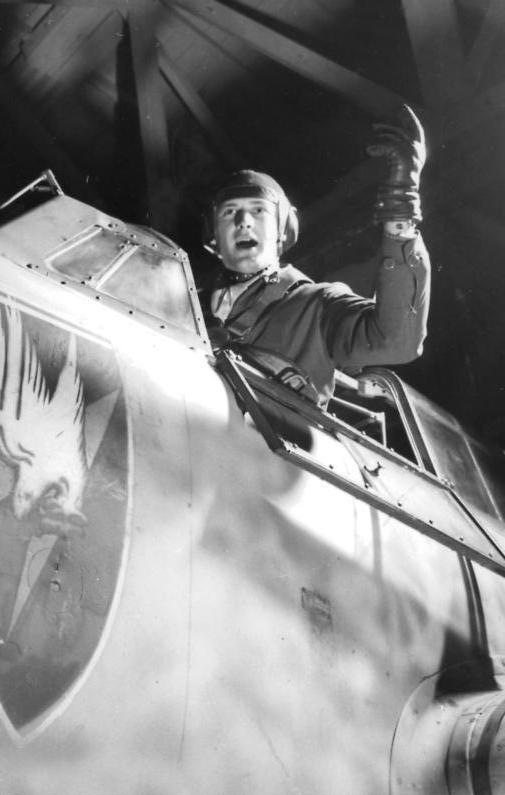
Messerschmitt Bf 110 (1943) mit dem „England-Blitz“, der als Emblem von allen Nachtjagdeinheiten getragen wurde

Verbandsabzeichen der Luftwaffe sind neben dem Balkenkreuz – Hoheitsabzeichen (siehe auch Kokarde) und der Geschwaderkennung Kennzeichen auf Militär-Flugzeugen. Gelegentlich wurden die Verbandsabzeichen auch auf Fahrzeugen und Gerät der Luftwaffe aufgebracht und sind leicht zu verwechseln mit den Truppenkennzeichen.

## Geschichte
Im Ersten Weltkrieg versahen die Piloten von Jagdflugzeugen ihre Maschinen bereits mit einer individuellen Kennzeichnung. Anfangs handelte es sich nur um eine eigene Farbgebung, die bekannteste ist die rote Albatros D.V des Manfred von Richthofen,  Führer des Jagdgeschwaders 1.
Mit der Entstehung der Luftwaffe von einer reinen Unterstützungswaffe des Heeres (Beobachtung, Aufklärung, Kurier usw.) zur eigenständigen Teilstreitkraft, den Luftstreitkräften, und der zunehmenden Aufgabenteilung in Jagdflieger, Schlachtflieger, Kampfflieger, Marineflieger, Bomber, Transportflieger usw., wurden aus individuellen Kennzeichen in Form von Lackierungen oder Symbolen die Abzeichen von Staffeln, Gruppen, Geschwadern sowie der Luftflotten.

## Gestaltung
Die Gestaltung der Abzeichen erfolgte meist in Wappenform, so finden sich auch Symbole der Heraldik wie Tiere (z. B. Adler), Schwert, Pfeil usw., auch Stadtwappen wurden verwendet. In der Regel wurden die Abzeichen auf der Kommandoebene von Geschwader- oder Gruppenkommandeuren sowie auch der Staffelkapitäne entschieden.
1937 wurde die Größe der Abzeichen laut Vorschrift Fl. In. 3. Nr. 730/37 II auf 300 × 250 mm festgelegt, die Anbringung erfolgte auf beiden Seiten unterhalb der Pilotenkanzel.

## Zuordnung
Manche Abzeichen finden sich im Laufe des Krieges in verschiedenen Verbänden wieder – das liegt an der jeweiligen Unterstellung eines Teilverbandes in einen anderen Großverband (Umgruppierung). Auch wurden wie bei den Divisionen des Heeres aus Teilen von Stamm-Einheiten oder nach großen Verlusten neue Verbände aufgestellt, das jeweilige Abzeichen wurde übernommen oder beibehalten.
Die verschiedenen Verbandsabzeichen ermöglichen der Forschung anhand von Fotos die Zuordnung einzelner Flugzeuge zum historischen Geschehen.

## Bedeutung
Die Abzeichen symbolisieren Vorstellungen oder Eigenschaften ihres Verbandes oder ihrer Träger, dienen der Erkennung und stärken das Zusammengehörigkeitsgefühl der Einheit.